# 心光院 (東京都港区)

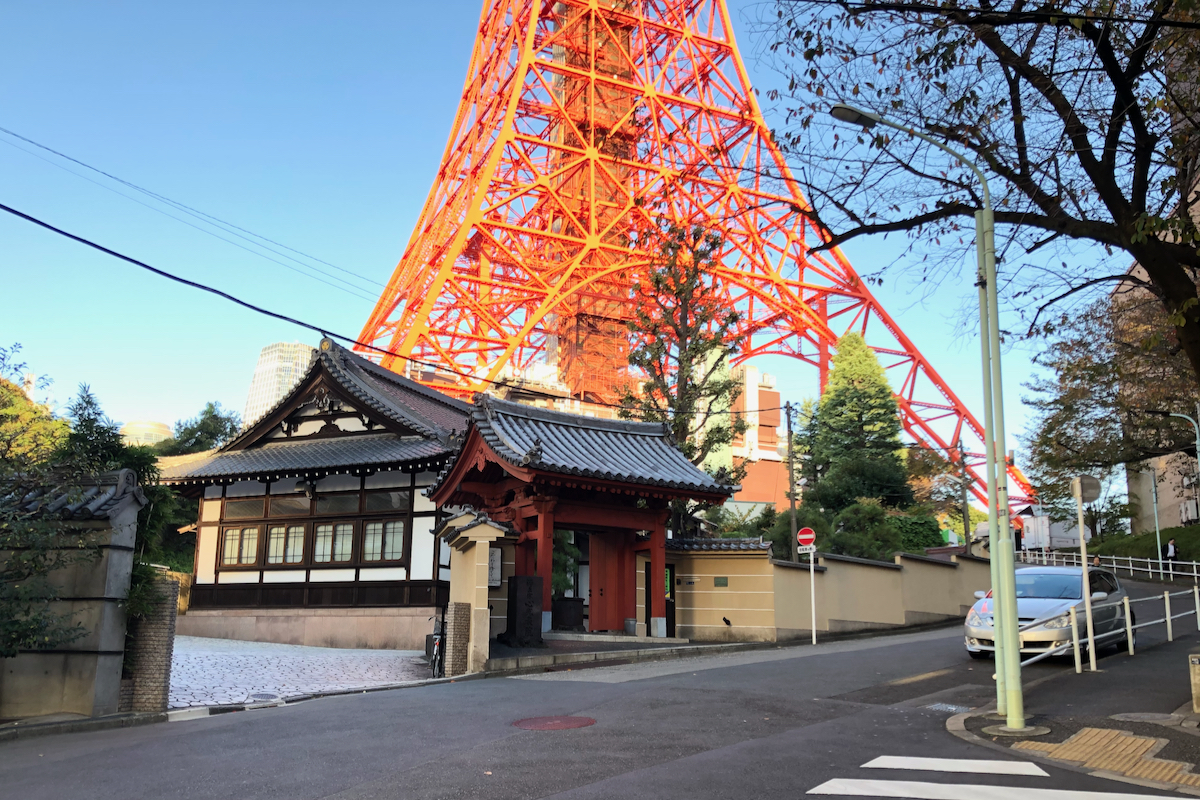
背後は東京タワー

心光院（しんこういん）は、東京都港区にある浄土宗の寺院。増上寺の別院として栄えた。

## 歴史
1393年（明徳4年）、聖聡によって開山された。元々は増上寺の寺内にあったが、1761年（宝暦11年）に惇信院（徳川家重）の廟を造営するために赤羽橋付近に移転した。1950年（昭和25年）に現在地に移転した。
境内には、「於竹大日如来」を祀る小堂がある。於竹大日如来は、江戸時代初期の人物で、本名「竹」（以降「お竹」とする）といい、佐久間家の奉公人であったが、自分の食事を貧しい人に施し、自分は流しの隅の網にかかった飯粒を食べるなど、つつましく信心深い人物であった。いつしか、お竹は大日如来の化身とされるようになった。お竹の死後、徳川綱吉の生母桂昌院は、お竹を称賛し、お竹が使ったとされる流し板を当院に奉納したという。お竹の墓は東京都北区の善徳寺にある。

## 文化財
国登録有形文化財
- 本堂
- 表門

港区登録有形文化財
- お竹流し板

## 交通アクセス
- 赤羽橋駅より徒歩5分。